# Too True
Too True è il terzo album in studio di Dum Dum Girls, pubblicato da Sub Pop il 22 gennaio 2014 in Giappone; 27 gennaio 2014 in Europa; e il 28 gennaio 2014 in tutto il mondo. L'album ha segnato la quarta uscita di Dum Dum Girls di seguito prodotta da Richard Gottehrer e Sune Rose Wagner dei Raveonettes, e la quinta assoluta per Gottehrer. L'album ha raggiunto il n. 138 nella classifica degli album del Regno Unito.
Too True è stato confrontato con gruppi rock alternativi britannici come Siouxsie and the Banshees, the Cure, Stone Stone, Suede e Jesus and Mary Chain. La produzione dell'album prevedeva un uso intenso di riverbero e strati multipli di chitarre
La frontwoman Dee Dee ha iniziato a scrivere Too True mentre era in tournée per End of Daze e, nel novembre 2012, ha iniziato a registrare l'album con Gottehrer ai Pet Sounds degli EastWest Studios di Hollywood. Tuttavia, Dee Dee si rese presto conto che la sua voce era danneggiata dal tour, che interruppe la registrazione. Durante questa pausa, ha riscritto il singolo principale Lost Boys & Girls Club e ha lentamente registrato la voce da sola a New York.
La canzone Are You Okay? è stato originariamente scritto e destinato a onnie Spector ma Gottehrer ha convinto Dee Dee a tenerlo per sé. 
L'album è stato inserito al numero 41 della lista dei migliori album dell'anno (2012) da Pitchfork Media

## Tracce
1. Cult of Love – 2:14
2. Evil Blooms – 2:35
3. Rimbaud Eyes – 3:30
4. Are You Okay? – 2:50
5. Too True to Be Good – 3:04
6. In the Wake of You – 2:40
7. Lost Boys & Girls Club – 3:24
8. Little Minx – 2:29
9. Under These Hands – 3:29
10. Trouble Is My Name – 4:01